# 이각경
이각경(李珏卿, 1985년 10월 16일 ~)은 대한민국의 KBS 아나운서이다.

## 학력
- 2004년 ~ 2008년 : 성균관대학교 서울 인문사회과학캠퍼스 영어영문학과 학사 (2004학번)

## 경력
- 2012년 ~ 현재 :  KBS 39기 공채 아나운서
- 2012년 ~ 2013년 : KBS제주방송총국 아나운서 지역근무
- 2013년 10월 : 본사 복귀
- 한국언론인연합회 홍보자문위원

## 진행

### TV
| 연도        | 방송사   | 제목                               | 담당     | 진행기간                                                           | 비고 |
| ----------- | -------- | ---------------------------------- | -------- | ------------------------------------------------------------------ | --- |
| 2012        | KBS제주1 | KBS 뉴스 9 제주                    | 진행     |                                                                    | |
| 2013        | KBS제주1 | KBS제주 초대석                     | 진행     |                                                                    | |
| 2013        | KBS제주1 | 보물섬                             | 진행     |                                                                    | |
| 2013        | KBS제주1 | 생생3도                            | 진행     |                                                                    | |
| 2014        | KBS2     | 생생정보통                         | 임시진행 | 7월 7일                                                            | |
| 2015        | KBS2     | 생생정보통                         | 임시진행 | 1월 27일~1월 28일 2월 2일,2월 4일                                  | |
| 2015 ~ 2016 | KBS1     | 남북의 창                          | 진행     | 2015년 1월 3일 ~ 2016년 4월 23일                                   | |
| 2015        | KBS2     | 1 대 100                           | 참가자   | 2015년 1월 6일                                                     | 100인 도전자, 369회 배우 김승수 편 이후 다시보기 불가                                                                     |
| 2015        | KBS2     | 2TV 생생정보 플러스                | 진행     |                                                                    | |
| 2016        | KBS2     | 2TV 생생정보                       | 임시진행 | 8월 29일 ~ 9월 7일, 9월 9일                                        | [ 2 ] |
| 2021        | KBS2     | 2TV 생생정보                       | 임시진행 | 6월 30일 ~ 7월 2일                                                 | [ 3 ] |
| 2021        | KBS2     | 2TV 생생정보                       | 임시진행 | 8월 19일 ~ 8월 20일                                                | [ 4 ] |
| 2021        | KBS2     | 2TV 생생정보                       | 임시진행 | 8월 23일 ~ 8월 31일                                                | [ 5 ] |
| 2022        | KBS2     | 2TV 생생정보                       | 임시진행 | 8월 1일 ~ 8월 5일                                                  | [ 6 ] |
| 2022 ~      | KBS2     | 2TV 생생정보                       | 진행     | 8월 29일 ~ 현재                                                    | |
| 2016 ~ 2017 | KBS2     | 2TV 생생정보                       | 내레이션 |                                                                    | |
| 2023 ~      | KBS2     | 2TV 생생정보                       | 내레이션 |                                                                    | |
| 2021        | KBS2     | 2TV 생생정보                       | 내레이션 |                                                                    | [생생정보통] 코너 |
| 2015 ~ 2016 | KBS2     | KBS 글로벌 24                      | 첫진행   | 2015년 9월 21일 ~ 2016년 4월 21일                                  | |
| 2020        | KBS2     | KBS 글로벌 24                      | 재진행   | 2020년 1월 13일 ~ 2020년 6월 25일                                  | |
| 2016 ~ 2018 | KBS1     | KBS 뉴스라인                       | 진행     | 2016년 4월 25일 ~ 2017년 9월 1일 2018년 2월 5일 ~ 2018년 11월 29일 | [ 7 ] |
| 2017        | KBS2     | 누가누가 잘하나                    | 임시진행 | 2월 16일 ~ 3월 2일                                                 | 569회 ~ 571회(공사창립특집)                                                                                               |
| 2017        | KBS1     | 구석구석 대한민국 행복한 지도      | 출연     | 6월 10일                                                           | 시즌2 4회 김지효 前 기상캐스터와 동시 출연                                                                                |
| 2018        | KBS1     | 2018 대한민국 나눔 국민대상 시상식 | 특별진행 | 2018년 10월 18일                                                   | |
| 2018        | KBS1     | 아침마당                           | 임시진행 | 8월 15일 ~ 8월 17일                                                | 8183회 성국씨의 5승 도전!/아니면 새로운 1승 탄생! ~ 8185회 공감토크 - 사노라면 《처하태평(妻下太平)이 제일이지?!》        |
| 2021        | KBS1     | 아침마당                           | 출연     | 2021년 5월 10일                                                    | 8879회 [명불허전] - 매일 그대와 KBS 라디오 스타                                                                           |
| 2024        | KBS1     | 아침마당                           | 출연     | 2024년 5월 20일                                                    | 34주년 특집 1주간 기준 8879회 [명불허전] - 매일 그대와 KBS 라디오 DJ 《해피타임 4시》                                     |
| 2018        | KBS1     | 우리말 겨루기                      | 참가자   | 2018년 9월 24일                                                    | <추석특집> 2인 1조로 MC딩동과 같이 2인 1조로 참가                                                                         |
| 2019        | KBS1     | KBS 뉴스 9                         | 진행     | 1월 1일 ~ 11월 21일                                                | [평일](월~목요일) |
| 2019        | KBS1     | KBS 뉴스 9                         | 임시진행 |                                                                    | [주말] |
| 2017        | KBS1     | KBS 뉴스 9                         | 임시진행 | 6월 10일, 7월 8일 ~ 7월 9일 8월 12일~ 8월 13일                     | [주말] |
| 2018        | KBS1     | KBS 뉴스 9                         | 임시진행 | 2월 17일 ~ 2월 18일                                                | [주말] |
| 2021        | KBS1     | KBS 뉴스 9                         | 임시진행 | 4월 7일                                                            | 수요일 과거 여자 앵커 이소정 기자의 2021 재보궐선거 개표방송으로 인하여 대신 진행                                         |
| 2023        | KBS1     | KBS 뉴스 9                         | 임시진행 | 8월 26일                                                           | [토요일] |
| 2019        | KBS2     | KBS 아침뉴스타임                   | 임시진행 | 12월 9일 ~ 12월 20일                                               | 이씨 최후의 마지막 여자앵커                                                                                               |
| 2020        | KBS1     | KBS 뉴스광장                       | 임시진행 | 8월 24일 ~ 8월 26일                                                | |
| 2020        | KBS2     | 다큐멘터리 3일                     | 내레이션 |                                                                    | 628회 |
| 2020~2021   | KBS2     | 굿모닝 대한민국 라이브             | 임시진행 |                                                                    | |
| 2021 ~ 2024 | KBS1     | 생로병사의 비밀                    | 진행     | 2021년 6월 23일 ~ 2024년 3월 6일                                   | 781회 엄지인 아나운서 재진행 인하여 맡김《 채식에 대한 오해와 진실》~ 900회(특집)《 <생로병사의 비밀> 희망의 여정 23년 》 |
| 2022        | KBS1     | 특파원 보고 세계는 지금            | 임시진행 | 3월 12일                                                           | 253회 임시 여자MC |
| 2024        | KBS1     | TV쇼 진품명품                      | 출연     | 2024년 6월 16일                                                    | <1428회>(쇼감정단) |
| 2024        | KBS1     | KBS 뉴스 12                        | 임시진행 | 7월 25일 ~ 8월 2일, 10월 11일                                      | |
| 2025        | KBS1     | 6시 내고향                         | 진행취소 | 2025년 4월 1일                                                     | 8251회 새 여자MC 진행취소                                                                                                 |

### 라디오
| 연도      | 방송사      | 프로그램 제목 | 담당 | 비고 |
| --------- | ----------- | ------------- | ---- | ---- |
| 2015      | KBS 1라디오 | 월드 투데이   | 진행 |      |
| 2018~2025 | KBS 2라디오 | 해피타임 4시  | DJ   |      |

## 수상 목록
- 2024년 KBS 연예대상 올해의 DJ상 (해피타임 4시)